# Flugmedizinisches Institut der Luftwaffe
Das Flugmedizinische Institut der Luftwaffe (FlMedInstLw) in Fürstenfeldbruck wurde 1959 gegründet und war bis zum 30. September 2013 das zentrale Institut für alle Aufgaben der Luft- und Raumfahrtmedizin sowie deren Grenzgebieten in der Bundeswehr. Es ging zum 1. Oktober 2013 im neuen Zentrum für Luft- und Raumfahrtmedizin der Luftwaffe auf.

## Aufgabenstellung
Das Institut diente der Aus-, Fort- und Weiterbildung, der nutzerorientierten Wissenschaft und führte Untersuchungen von Luftfahrzeugbesatzungsangehörigen durch. Neben der Durchführung von Untersuchungen, Begutachtungen, Behandlungen, Eignungsfeststellungen sowie der Ausbildung für alle Teilstreitkräfte wurde am Institut auf luft- und raumfahrtmedizinischem, flugphysiologischem, ergonomischem, flugunfallmedizinischem und flugpsychologischem Gebiet geforscht und erprobt.
Die Dienststelle stellte ihre Fachexpertise auf dem Gebiet der theoretischen, angewandten und experimentellen Luft- und Raumfahrtmedizin bereit und nahm die Aufgabe eines Aeromedical Centers (AMC) wahr. Truppendienstlich und fachdienstlich war das Institut dem Generalarzt der Luftwaffe unterstellt.

## Fachabteilungen
Die 6 Fachabteilungen an den Standorten Fürstenfeldbruck, Königsbrück, Manching und Bückeburg waren:
- Abteilung Ergonomie

Die Abteilung Ergonomie in Manching bearbeitete alle ergonomischen Fragestellungen bei fliegendem Gerät in enger Zusammenarbeit mit der Wehrtechnischen Dienststelle 61 (WTD 61). Sie wirkte von der Definitionsphase über die Entwicklung und Erprobung bis hin zum Truppenversuch bei Fluggerät, Rettungssystemen, Flugausrüstung und Fliegersonderbekleidung mit. Zur Optimierung von fliegenden Waffensystemen wurden flugmedizinische, -physiologische, -psychologische und anthropotechnische Erkenntnisse eingebracht. In einem Mensch-Maschine-System muss am Arbeitsplatz Cockpit die Technik dem Menschen sinnvoll angepasst werden. Darüber hinaus stellte die Abteilung die flug- und arbeitsmedizinische Betreuung der WTD 61 in Manching und der WTD 81 in Greding sicher und war für den Flugunfallbereitschaftsdienst am Flugplatz Ingolstadt-Manching verantwortlich.
- Abteilung Flugpsychologie

Diese Abteilung war die zentrale psychologische Untersuchungsstelle für das fliegende und Flugsicherungspersonal sowie für die Jägerleitoffiziere des Einsatzführungsdienstes. Mit computergestützten Testsimulatoren wurde festgestellt, ob ein Bewerber den Anforderungen der angestrebten Verwendung von seiner geistigen und psychischen Konstitution her gewachsen ist. Klinische Flugpsychologen bemühten sich um die Rehabilitation von psychosomatisch auffällig gewordenen Piloten und Luftfahrzeugbesatzungsmitgliedern. Psychologische Analysen menschlicher Faktoren bei Flugzwischenfällen und Flugunfällen gehörten ebenso wie Anforderungs- und Belastungsstudien zu ihrem Arbeitsbereich.
- Abteilung Forschung, Wissenschaft und Lehre, Luft- und Raumfahrtmedizin

Die Abteilung zeichnete im wissenschaftlichen Bereich verantwortlich für die Koordination der im FlMedInstLw laufenden Forschungsprojekte und war darüber hinaus Ansprechpartner für alle an flugmedizinischer Forschung Interessierten. Das Akquirieren flugmedizinisch relevanter Forschungsthemen sowie die Unterstützung der Fliegerärzte der fliegenden Verbände bei der Durchführung von flugmedizinischer Forschung gehörte ebenso zu ihrem Aufgabenprofil wie die Unterstützung bei der Anfertigung von Fliegerarztarbeiten. Im Bereich der Ausbildung wurden Ärzte, Flugmedizinische Assistenten und Lufttransportbegleiter mit dem aktuellen Stand der Flugmedizin vertraut gemacht. Die Fachgruppe Informatik der Abteilung betreute die Informationstechnik des Instituts.
- Abteilung Klinische Flugmedizin

Diese war die größte Abteilung des FlMedInstLw. Mit den 8 Fachgruppen Innere Medizin, Orthopädie, Neurologie und Psychiatrie, Augenheilkunde, HNO, Zahnheilkunde, diagnostische Radiologie und Zentrallabor war es ein interdisziplinär arbeitendes poliklinisches diagnostisches Zentrum. Der Aufgabenbereich erstreckte sich auf die Untersuchung und Begutachtung aller Anwärter für den fliegerischen Dienst der Bundeswehr auf gesundheitliche Eignung. Dazu gehörte die regelmäßige Nachuntersuchung der ungefähr 3.300 Piloten und Waffensystemoffizieren von Heer, Marine und Luftwaffe auf Wehrfliegerverwendungsfähigkeit und die individuelle Begutachtung von Angehörigen des militärischen fliegenden Personals insgesamt.
- Abteilung Rechtsmedizin und Flugunfallmedizin

Die Abteilung führte die flugunfallmedizinischen Untersuchungen bei allen militärischen und im Rahmen der Amtshilfe bzw. auf Anforderung durch den zuständigen Staatsanwalt auch bei zivilen Flugunfällen durch. Beim Einsatz am Unfallort und allen weiterführenden Untersuchungen wendete sie neben den gängigen Verfahren der Rechtsmedizin und Pathologie auch spezielle Techniken an. Gemeinsam mit der Polizei wurden regelmäßig Flugunfallübungen durchgeführt.

## Leiter
| Name                            | Beginn | Ende |
| ------------------------------- | ------ | ---- |
| Generalarzt Gebhard Greiling    | 1959   | 1963 |
| Generalarzt Erwin Lauschner     | 1963   | 1970 |
| Generalarzt Hans-Heinz Kohler   | 1970   | 1972 |
| Generalarzt Hubertus Grunhofer  | 1972   | 1977 |
| Generalarzt Joachim Garbe       | 1977   | 1981 |
| Generalarzt Eduard Burchard     | 1981   | 1989 |
| Generalarzt Franz-Josef Daumann | 1989   | 1997 |
| Generalarzt Achim Andexer       | 1997   | 2001 |
| Generalarzt Erich Rödig         | 2001   | 2002 |
| Oberstarzt Klaus Kimmich        | 2002   | 2010 |
| Oberstarzt Wolfgang Krause      | 2010   | 2013 |
| Oberstarzt Franz Grell          | 2013   | 2013 |